# Uvejrsnatten i Sydhavet
Uvejrsnatten i Sydhavet er en amerikansk stumfilm fra 1920 af Norman Dawn.

## Medvirkende
- Edith Roberts som Marama Thurston
- Jack Perrin som Templeton
- Richard Cummings som Jim Thurston
- Noble Johnson som Ratu Madri
- Arthur Jervis som Frank Maddon